# Aleksandr Tumilóvich
Aleksandr Tumilóvich (Rusia) es un gimnasta artístico ruso que, compitiendo con la Unión Soviética, consiguió ser campeón mundial en 1985 en el concurso por equipos.

## 1985
En el Mundial que tuvo lugar en Montreal (Canadá) ganó el oro en el concurso por equipos, por delante de China (plata) y Alemania del Este (bronce), siendo sus compañeros de equipo: Vladimir Artemov, Yuri Korolev, Valentin Mogilny, Yury Balabanov y Aleksei Tikhonkikh.